# Lukar (Chorwacja)
Lukar – wieś w Chorwacji, w żupanii szybenicko-knińskiej, w gminie Promina. W 2011 roku liczyła 78 mieszkańców.